# Hans Fallada

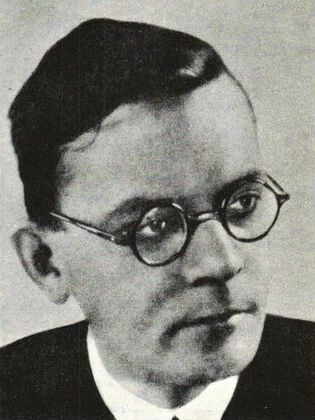
Hans Fallada

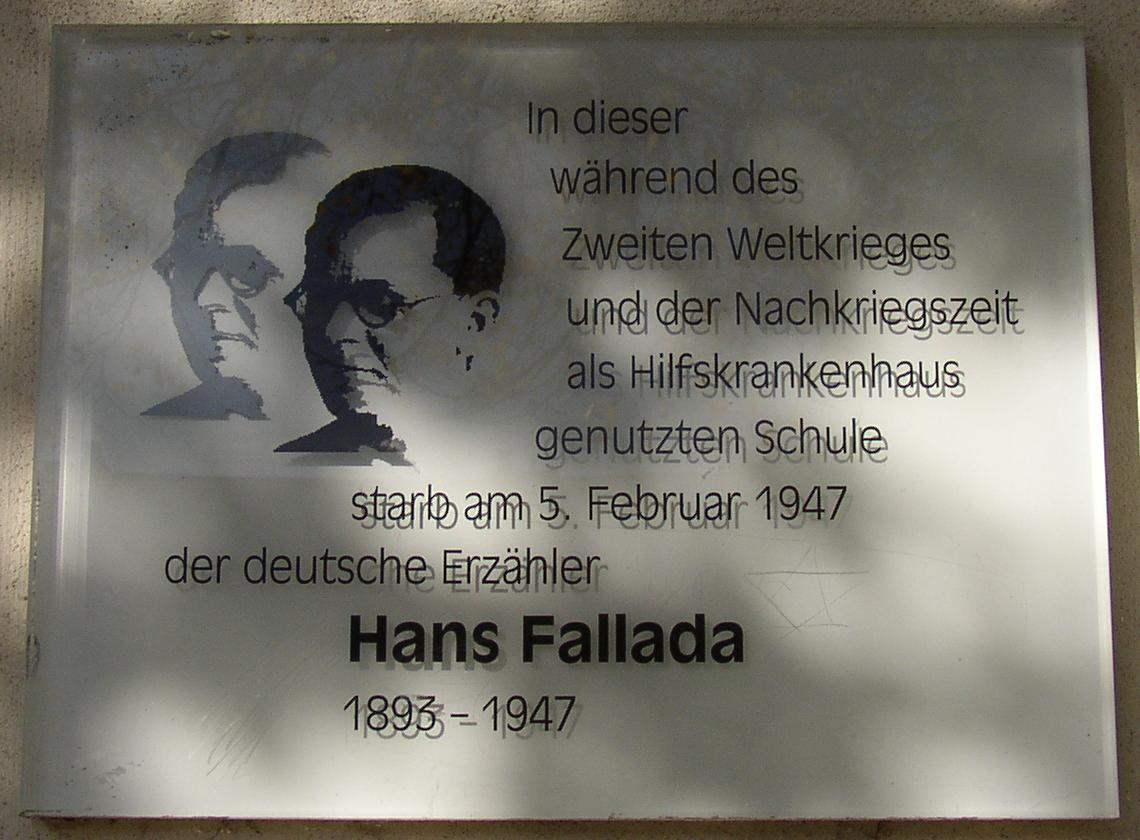
Gedenksteen in Berlijn

Hans Fallada (pseudoniem van Rudolf Wilhelm Friedrich Ditzen; Greifswald, 21 juli 1893 - Berlijn, 5 februari 1947) was een Duits schrijver. Hij was onder meer ambtenaar, boekhouder en nachtwaker voordat hij zich geheel aan het schrijven wijdde. In 1931 verscheen zijn eerste succesvolle roman 'Bauern, Bonzen und Bomben'. In 1932 kwam zijn roman Kleiner Mann, was nun? uit. Deze roman, die in meer dan 20 talen is vertaald, maakte hem wereldberoemd. In Nederland verscheen het als Wat nu, kleine man? in 1932, uitgeverij Servire Katwijk.
Na de Tweede Wereldoorlog werkte Fallada voor “Duitslands geestelijke herbewapening”. Hij hield zijn landgenoten voor dat zij moesten opbouwen, zich niet overgeven aan utopieën, aanpakken wat hun voor de handen kwam en wat vreugde gaf aan de mensen, die door de oorlog waren ontmoedigd en wat de gemeenschap ten nutte is.
Pas na zijn dood verschenen Der Alpdruck (1947), Jeder stirbt für sich allein (1947) en Der Trinker (1950). Jeder stirbt für sich allein verscheen in 1949 in het Nederlands als Ieder sterft in eenzaamheid, in 1960 als De führer heeft mijn zoon vermoord en in 2010 als Alleen in Berlijn. Later volgden nog De drinker (2012) en In mijn vreemde land (2013).
Fallada had een moeilijk en turbulent privéleven. Hij is verslaafd geweest aan alcohol en morfine, en verbleef enkele malen in gevangenissen en inrichtingen. Ook wordt hem door sommige critici, tot op de huidige dag, verweten,  dat hij onvoldoende kritisch  was ten opzichte van het Nationaalsocialisme vóór,  en het Sovjet-communisme na 1945.

## Publicaties (selectie)
- Der junge Goedeschal, 1920.
- Anton und Gerda, 1923.
- Bauern, Bonzen und Bomben, 1931[3]
- Kleiner Mann – was nun?, 1932.
- Wer einmal aus dem Blechnapf frißt, 1934
- Wir hatten mal ein Kind, 1934.
- Märchen vom Stadtschreiber, der aufs Land flog, 1935
- Altes Herz geht auf die Reise, 1936.
- Hoppelpoppel – wo bist du? 1936 (kinderverhalen).
- Wolf unter Wölfen, 1937
- Der eiserne Gustav, 1938
- Süßmilch spricht, 1938.
- Der ungeliebte Mann, 1940.
- Die Stunde, eh’ du schlafen gehst, 1941
- Das Abenteuer des Werner Quabs, 1941
- Damals bei uns daheim, 1942
- Heute bei uns zu Haus, 1943
- Jeder stirbt für sich allein, 1947.
- Der Alpdruck, 1947.
- Zwei zarte Lämmchen weiß wie Schnee,1948.

## Postuum verschenen (selectie)
- Der Trinker, 1950, manuscript uit 1944
- Ein Mann will nach oben, 1953, manuscript uit 1941
- Fridolin, der freche Dachs - Eine zwei- und vierbeinige Geschichte, 1955, manuscript uit 1944

## Monumenten,  musea e.d.

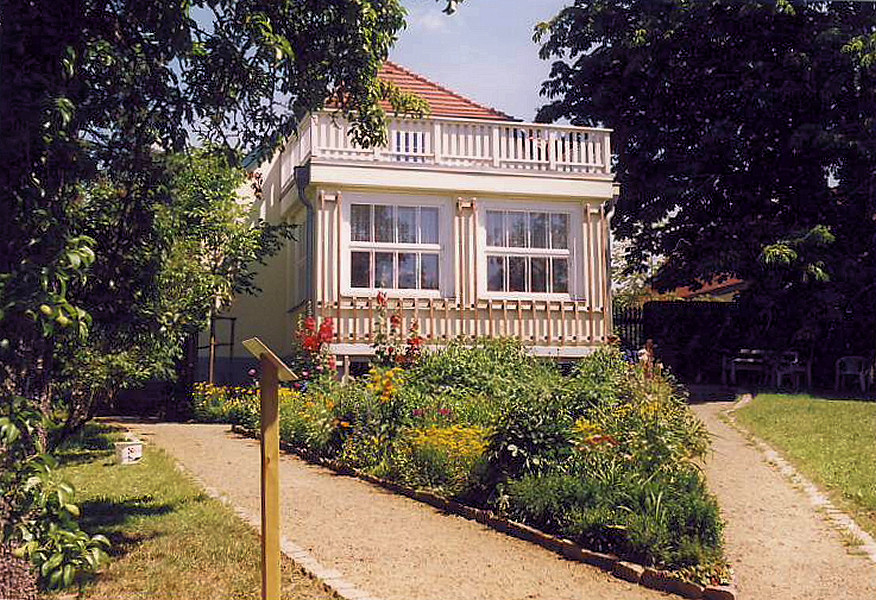
Het Hans-Fallada-Haus in Carwitz

Fallada woonde van 1933 tot 1945 in het dorpje Carwitz, waar in zijn voormalige huis een aan hem gewijd museum is ingericht.

## Vertalingen
- Wij hadden eens een kind, uitg. Servire, Den Haag (1934),
- Wie eens uit het schaftje eet ..., uitg. Servire nv, Den Haag (1934)
- Boeren in nood, uitg. Servire, Den Haag (1935)
- Een oud hart gaat spelevaren, uitg. Sythoff, Leiden (1936)
- Kleine man groote man - het kan verkeeren, uitg. De Amsterdamse Keurkamer, Amsterdam (1940)
- Ieder sterft in eenzaamheid, uitg. Kroonder, Bussum (1949)
- De dronkaard, Elsevier, Amsterdam (1952)
- Fridolien, de das, uitg. De Vries-Brouwers, Antwerpen (1958)
- De Führer heeft mijn zoon vermoord, uitg. Kroonder, Bussum (1960)
- Twee lammetjes in de kou, uitg. De Boekerij, Baarn (1967) Tekeningen van Wilhelm M. Busch
- Alleen in Berlijn, uitg. Cossee, Amsterdam (2010)
- Wat nu, kleine man?, uitg. Cossee, Amsterdam (2011)
- De drinker, uitg. Cossee, Amsterdam (2012)
- In mijn vreemde land, uitg. Cossee, Amsterdam (2013)
- Een waanzinnig begin, uitg. Cossee, Amsterdam (2014)
- Zakelijk bericht over het geluk een morfinist te zijn, uitg. Cossee, Amsterdam (2017)
- Liefde en puin, uitg. Cossee, Amsterdam (2018)